# Baptiste Marrou
Baptiste Marrou est un homme politique français né le 7 mai 1862 à Saignes (Cantal) et décédé le 1er février 1950 à Clermont-Ferrand (Puy-de-Dôme)

## Biographie
Négociant, maire de Ceyrat, conseiller général, c'est une figure socialiste de l'Auvergne. Il est député du Puy-de-Dôme de 1909 à 1927 et sénateur de 1927 à 1936. Il siège à la Chambre au groupe radical-socialiste.

## Sources
- « Baptiste Marrou », dans le Dictionnaire des parlementaires français (1889-1940), sous la direction de Jean Jolly, PUF, 1960 [détail de l’édition]